# Nandiniidae
Famille
Les Nandinidés (Nandiniidae) sont une famille de mammifères de l'ordre des Carnivores et du sous-ordre des Féliformes.

## Liste des genres
Cette famille ne comprend qu'un seul genre et une seule espèce :
- genre Nandinia Gray, 1843
  - Nandinia binotata — la Civette palmiste africaine